# 플로리다 컴플렉스 리그
플로리다 컴플렉스 리그(Florida Complex League)는 1964년 창설된 미국의 마이너 리그 루키 야구 리그이다. 총 15팀으로 이루어져 있다.
원래는 사라소타 루키 리그라는 이름으로 진행되오다가 1965년에 플로리다 루키 리그 , 1966년부터  2020년까지는 걸프 코스트 리그(Gulf Coast League)라고 불렸다.

## 팀
| 디비젼        | 팀             | MLB 팀                | 연고지                         | 홈구장                                                     |
| ------------- | -------------- | --------------------- | ------------------------------ | ---------------------------------------------------------- |
| 이스트 디비전 | GCL 애스트로스 | 휴스턴 애스트로스     | 키시미, 플로리다               | 오세올라 카운티 스타디움                                   |
| 이스트 디비전 | GCL 카디널스   | 세인트루이스 카디널스 | 주피터, 플로리다               | 로저 딘 스타디움                                           |
| 이스트 디비전 | GCL 메츠       | 뉴욕 메츠             | 포트 세인트 루시, 플로리다     | 트레디션 필드                                              |
| 이스트 디비전 | GCL 내셔널스   | 워싱턴 내셔널스       | 비에라, 플로리다               | 워싱턴 내셔널스 트레이닝 컴플렉스 스페이스 코스트 스타디움 |
| 노스 디비전   | GCL 블루제이스 | 토론토 블루제이스     | 더니든, 플로리다               | 바비 매틱 트레이닝 센터 앳 잉글버트 컴플렉스               |
| 노스 디비전   | GCL 브레이브스 | 애틀란타 브레이브스   | 레이크 부에나 비스타, 플로리다 | 챔피언 스타디움                                            |
| 노스 디비전   | GCL 필리스     | 필라델피아 필리스     | 클리어워터, 플로리다           | 카펜터 컴플렉스                                            |
| 노스 디비전   | GCL 파이어리츠 | 피츠버그 파이어리츠   | 브레이든턴, 플로리다           | 파이어리츠 시티 스타디움                                   |
| 노스 디비전   | GCL 타이거스   | 디트로이트 타이거스   | 레이클랜드, 플로리다           | 조커 머천트 스타디움                                       |
| 노스 디비전   | GCL 양키스     | 뉴욕 양키스           | 탬파, 플로리다                 | 조지 M. 스테인브레너 필드                                  |
| 사우스 디비전 | GCL 오리올스   | 볼티모어 오리올스     | 새러소타, 플로리다             | 트윈 레이크 파크                                           |
| 사우스 디비전 | GCL 레이스     | 템파베이 레이스       | 포트 샬롯, 플로리다            | 샬롯 스포츠 파크                                           |
| 사우스 디비전 | GCL 레드삭스   | 보스턴 레드삭스       | 포트 마이어스, 플로리다        | 제트블루 파크                                              |
| 사우스 디비전 | GCL 트윈스     | 미네소타 트윈스       | 포트 마이어스, 플로리다        | 리 카운티 스포츠 컴플렉스                                  |